# Anne-Marie Rindom
Anne-Marie Rindom, född 14 juni 1991, en dansk seglare.

## Karriär
Vid olympiska sommarspelen 2016 i Rio de Janeiro tog Rindom brons i Laser Radial. I samma klass tog hon guld vid olympiska sommarspelen 2020 i Tokyo.